# Big Mountain 2000
Cet article possède un paronyme, voir Big Mountain (homonymie).
Big Mountain 2000 (Snow Speeder au Japon) est un jeu vidéo de sport de glisse sorti en 1998 sur Nintendo 64. Le jeu est développé par Imagineer et édité par SouthPeak Interactive.